# Ny Leporis
Ny Leporis (ν Leporis, förkortat Ny Lep, ν Lep) som är stjärnans Bayerbeteckning, är en sannolik dubbelstjärna belägen i den västra delen av stjärnbilden Haren. Den har en skenbar magnitud på 5,29 och är svagt synlig för blotta ögat där ljusföroreningar ej förekommer. Baserat på parallaxmätning inom Hipparcosuppdraget på ca 9,8 mas, beräknas den befinna sig på ett avstånd på ca 330 ljusår (ca 102 parsek) från solen.

## Egenskaper
Ny Leporis är en blå till vit stjärna som av Lesh (1968) placerades i spektralklass B7 IVnn, vilket anger att den är en något utvecklad underjättestjärna. Anmärkningen "nn" står för "suddiga" absorptionslinjer i stjärnans spektrum orsakade av snabb rotation. Houk och Smith-Moore (1978) listade den som B7/8 V, vilket säger att den istället är en stjärna i huvudserien av typ B, som ännu inte har förbrukat allt väte i dess kärna.  Den har en massa som är ca 3,3 gånger större än solens massa, en radie som är ca 3,0 gånger större än solens och utsänder från dess fotosfär ca 138 gånger mera energi än solen vid en effektiv temperatur på ca 12 420 K.
Ny Leporis roterar snabbt med en projicerad rotationshastighet på 285 km/s. Den bedöms att sannolikt vara en astrometrisk dubbelstjärna.